# Eriospermum paradoxum
Eriospermum paradoxum là một loài thực vật có hoa trong họ Măng tây. Loài này được (Jacq.) Ker Gawl. mô tả khoa học đầu tiên năm 1811.